# Evolution (singel)
Evolution – pierwszy singel z 8. niezatytułowanego albumu Korna.
Teledysk został wyreżyserowany przez Dave’a Meyers’a, który reżyserował poprzednie single zespołu („Did My Time” czy „Twisted Transistor”). Teledysk traktuje o postępującym zidioceniu ludzi.
Pierwszy pokaz teledysku odbył się w Kanadzie 23 czerwca 2007. Tego samego dnia został on wyświetlony w stacji MTV2.

## Lista utworów
USA Radio Promo CD
1. „Evolution” (Reverse Clean) – 3:37
2. „Evolution” (Super Clean) – 3:38
3. „Evolution” (Album Version) – 3:39

Wielka Brytania CD Single
1. „Evolution” (Album Version) – 3:39
2. „Evolution” (Dave Audé Remix) – 3:41

Wielka Brytania 7" Winyl
1. „Evolution” (Album Version)
2. I Will Protect You